# 旗山糖廠
旗山糖廠，舊稱旗尾糖廠，1962年7月1日更為現名，前身為高砂製糖旗尾製糖所，興建於1909年，1910年與鹽水港製糖合併，1927年再轉予臺灣製糖。二戰後由台灣糖業公司接管，每日壓榨甘蔗量為1,500公噸。位於高雄市旗山區糖廠里忠孝街33號。

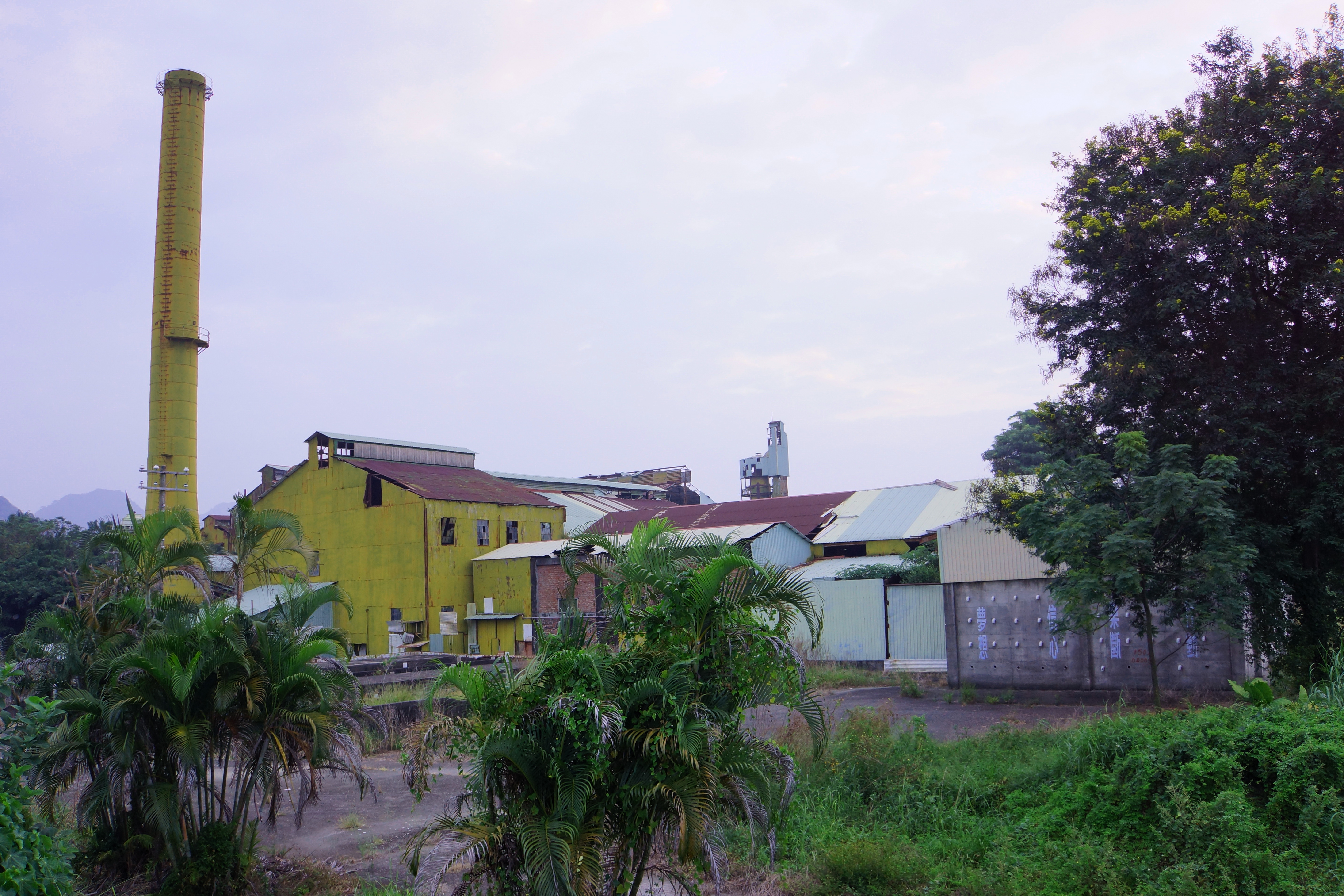
旗山糖廠的產業設施。

旗山糖廠養牛場於1999年3月試養鴕鳥，圓潭子宿舍於2001年9月7日落成，台糖鳳山園藝廣場，於2001年10月14日開幕營運。製糖工場於2003年7月1日停閉。

## 現況
原旗山糖廠辦公大樓，現在由台灣糖業公司高雄區處管理使用。廠前園區經營台糖冰品及休閒廣場，已成為進入山區旅途的熱門休息站。

## 交通資訊

### 公車
| 編號                | 經營業者 | 區間                 | 備註 |
| ------------------- | -------- | -------------------- | ---- |
| 261                 | 義大客運 | 義大醫院－旗山轉運站 |      |
| 高旗六龜快線（E25） | 高雄客運 | 高雄站－六龜新站     |      |
| 高旗美濃快線（E28） | 高雄客運 | 高雄站－美濃站       |      |
| 8037                | 高雄客運 | 旗山北站－里港       |      |

## 照片集

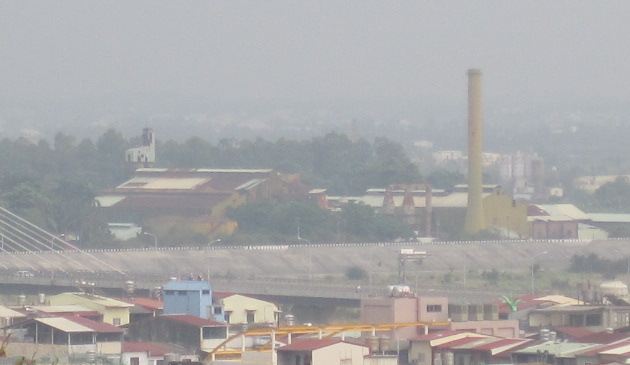
旗山糖廠的廠房
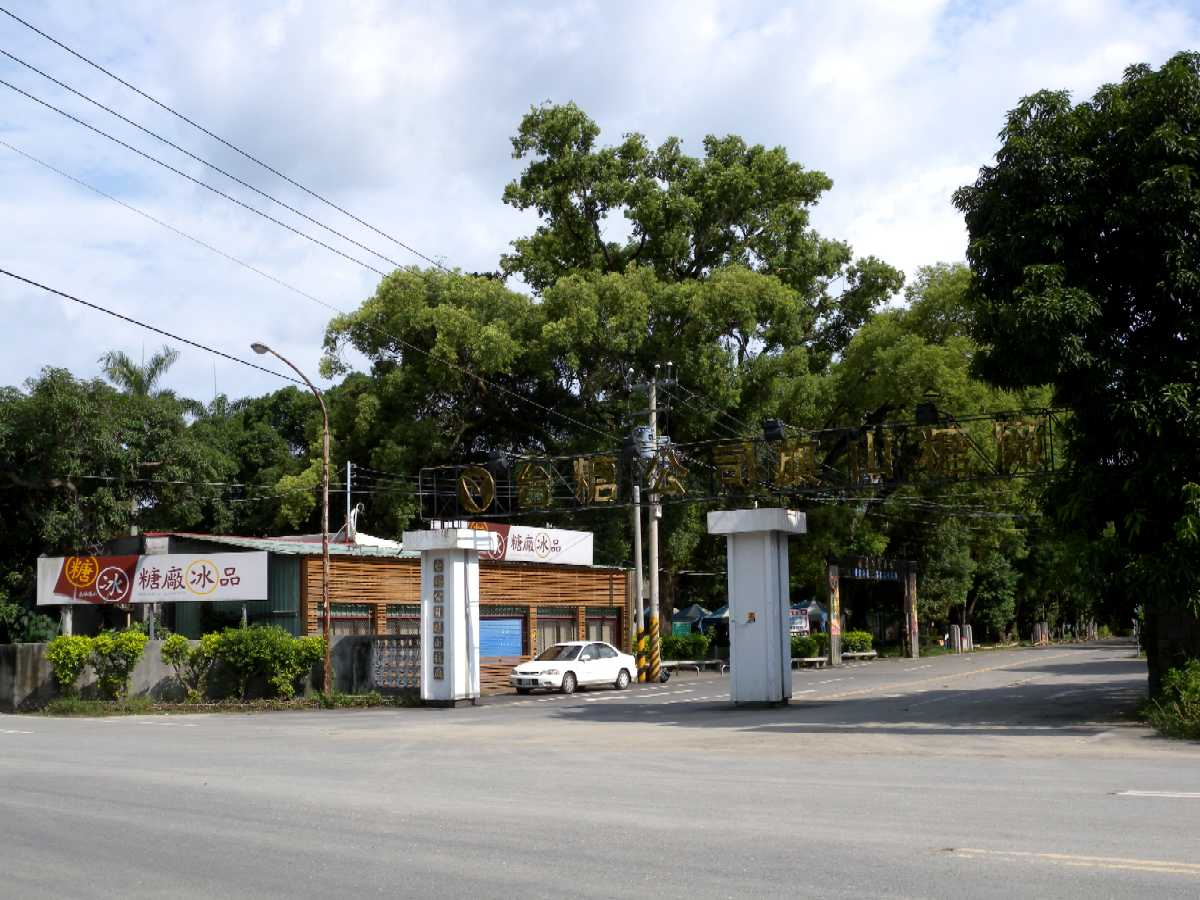
旗山糖廠正門
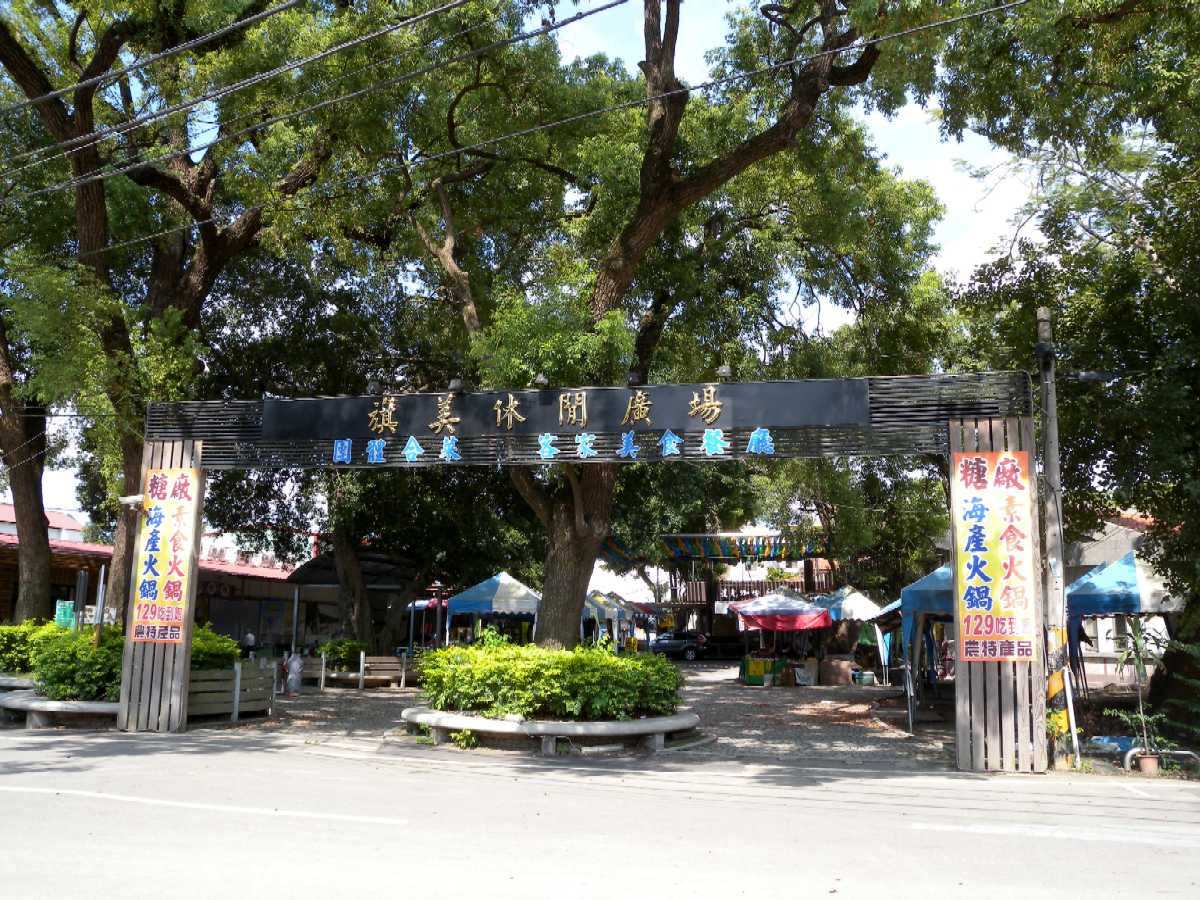
旗山糖廠內部
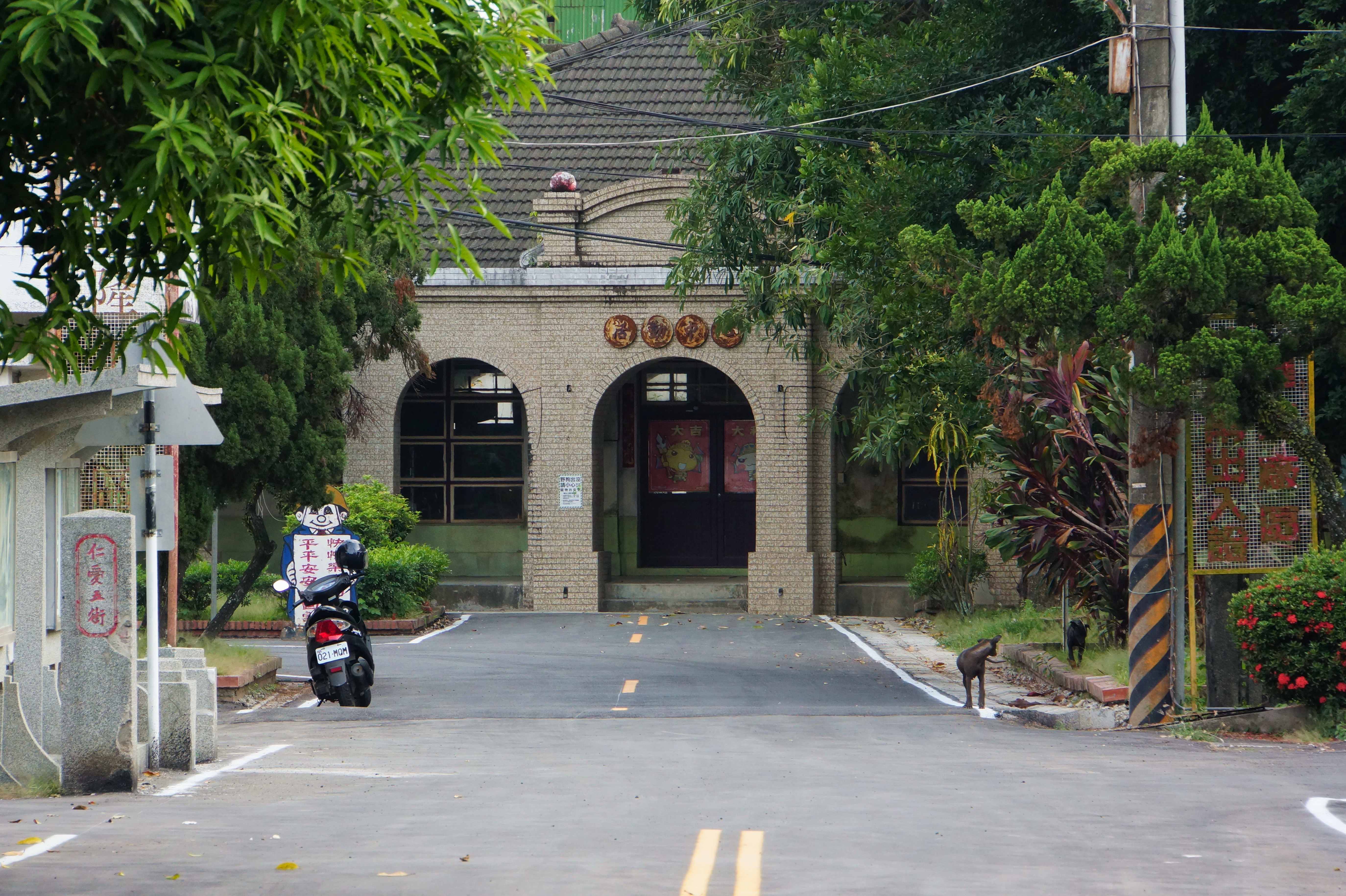
旗山糖廠內部
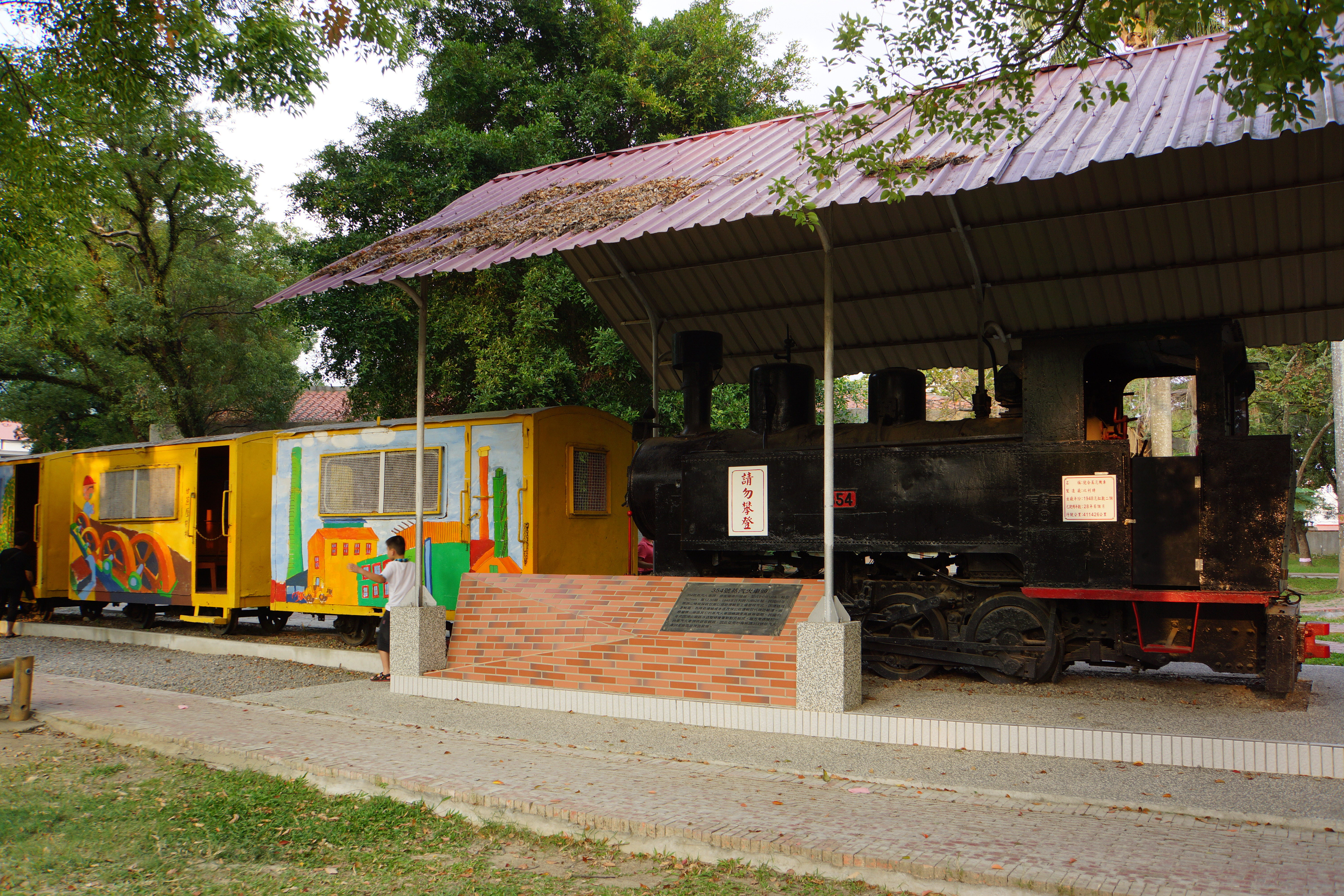
旗山糖廠內部
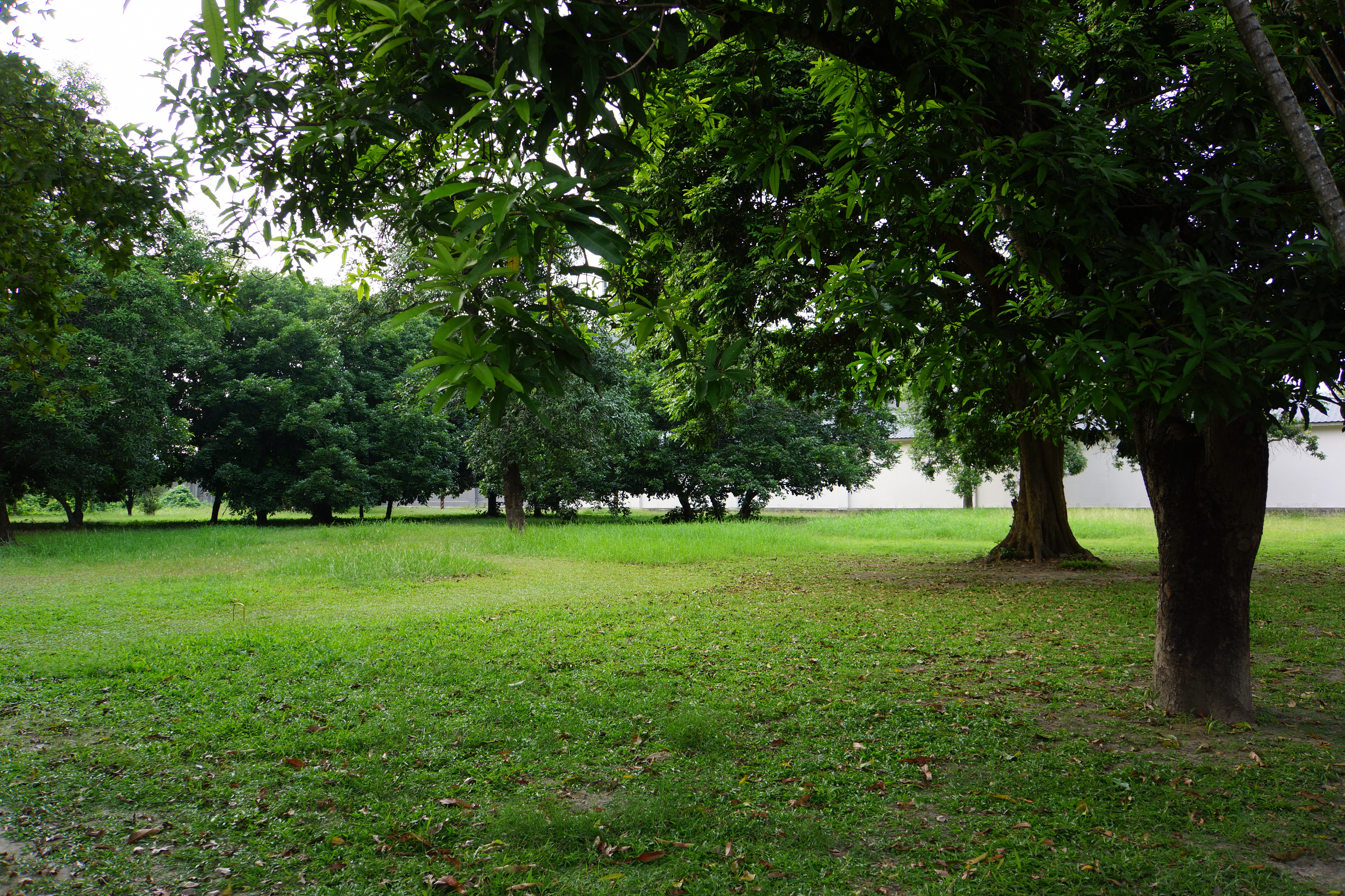
旗山糖廠綠地

## 外部連結
台糖全球中文入口網 （页面存档备份，存于）